# برج ترامب
برج ترمب هو برج مكون من 58 طابق متعدد الاستخدامات ويعتبر من ضمن ناطحات السحاب يقع في الجادة الخامسة في مانهاتن، نيويورك، صممه دير سكوت من شركة هايدن كونيل وطورت من قبل دونالد ترمب، يعتبر برج ترمب بمثابة مقر لمنظمة ترمب ويعتبر مكتبه الرئيسي وسكن ترمب، فتحت العديد من المتاجر للأعمال التجارية في 30 نوفمبر، 1983.

## التاريخ

### البناء والتأسيس
صُمم برج ترمب من قبل دير سكت وكان برج ترمب يقع في الموقع السابق للمتجر بونويت تيلير الشهير، كما ان هذا المبنى شهير وقد تم بناء المبنى المعماري هذا عام 1929، تم شراء المبنى من قبل دونالد ترمب عام 1979 هَدمت منظمة ترمب مخزن في الجادة الخامسة وشارع 56 وبدأت بنصب برج ترمب هُناك، شركة hrh هي مقاولة البناء، ايضاً شركة باربرا ريس عملو اعمالاً شاقة لبعض مشاريع ترمب وبعد ذلك عملت الشركة كمستشار لترمب حتى عام 1996 وكانت السلطة التنفيذية للبناء في ذلك الوقت، كان احتياط واحدة من النساء الوحيدة التي أسندت للاشراف على موقع البناء الرئيسي في مدينة نيويورك.

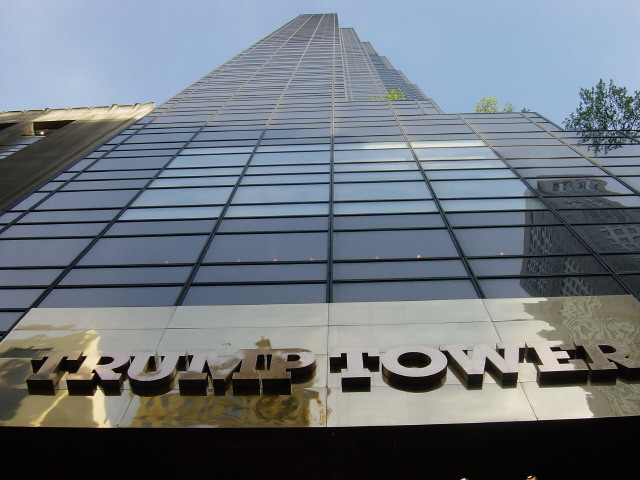
برج ترمب شُهد من مدخل

ويقع المبنى في منطقة التقسيم الخاصة التي تمتد من الجادة الخامسة بين شارع 38 وشارع 58،  في العادة لا يمكن بناء مبنى في مثل هذا الارتفاع على موقع صغير، وبالرغم من ذلك تمت الموافقة على البناء لانه كان متعدد الاستعمالات بيع التجزئة والمكاتب والسكن. شيدت منظمة ترمب الممرات من خلال بلوك، للأتصال ببرج شركة أي بي ام إلى الشرق واشترت الحقوق الجوية من المتجر الكبير الرئيسية المجاور لتيفاني بسعر 5 ملايين دولار، الأتريوم كان مكون من خمس طوابق تمكنت منظمة ترمب من بناء أطول برج في المدينة وكان المبنى مطلاً على شرفة ذات مناظر طبيعية في ذلك الوقت كانت الناطحة السحاب الوحيدة في الجادة الخامسة مع مساحات التجزئة الخاصة بها.
كما كان مقرراً أو مخططاً فإن البرج مكون من ستين طابق 13 طابقاً للمكاتب و40 طابقاً عمارات للسكن وطابقين للأستخدامات السكنية وهذا تم تعديلة فيما بعد، ومع ذلك، في الخطة النهايئة كان هنالك 26 طابق للمكتب في قاعدة المبنى و39 عمارة تحتوي على 270 وحدة سكنية من مستويات 30-69، في الأصل كانت التقديرات تشير إلى أن الأمر سيستغرق 100 مليون دولار لبناء البرج، وعندما البرج افتتح في نهاية المطاف كان مكون من 58 طابق.

### الجدال أو الخلاف

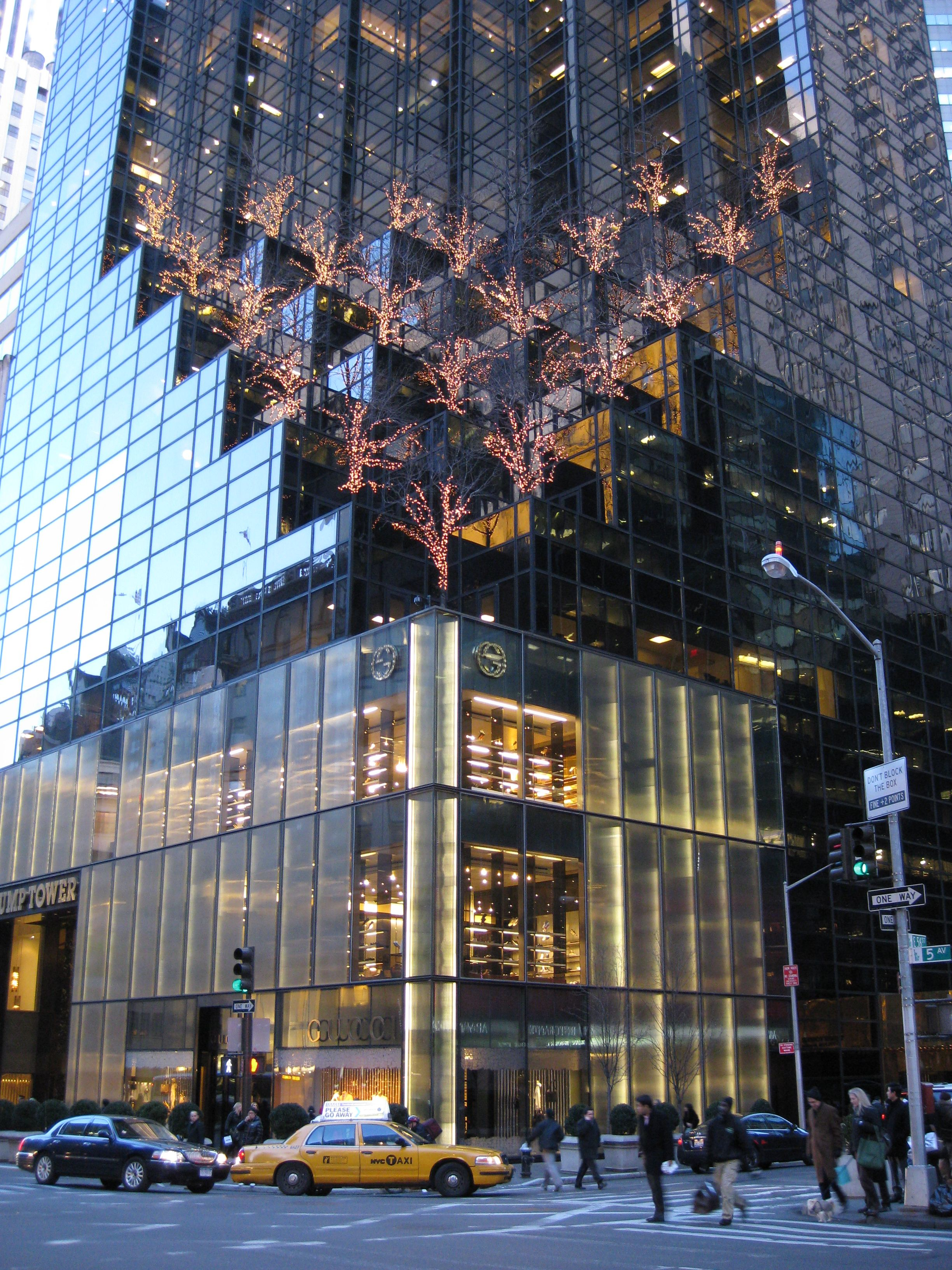
مقر مبنى في الجادة الخامسة

في عام 1979 قبل ان يبدأ البناء كان هناك معارضة لبناء برج ترمب وغيرها من المباني في المنطقة. وكانت لجنة نيويورك للبناء تشعر بالقلق إزاء إعادة تقسيم المناطق التي قد تنشأ نتيجة لبناء الابراج الشاهقة على طول الجادة الخامسة بين شوارع 40 و57.

## الهندسة المعمارية

### الاستخدامات البارزة
كان برج ترمب يستخدم للهيئة الإذاعة الوطنية كان يذيع فيه مسلسل تلفزيوني أمريكي وكان مقراً ل مجلس الإدارة وكان هنالك استديو تلفزيوني.

## وصلات خارجية
- الموقع الرسمي